# Assab
Assab er en by i det sydlige Eritrea, med et indbyggertal på cirka 39.600. Byen, der ligger på landets kyst til det Røde Hav, var et strategisk vigtigt sted under Eritreas uafhængighedskrig. Byen var også den første i Det italienske koloniimperium.
13°01′N 42°44′Ø / 13.017°N 42.733°Ø